# Mistrzostwa Europy w Wioślarstwie 2009 – dwójka bez sternika mężczyzn
Dwójka bez sternika mężczyzn (M2-) – konkurencja rozgrywana podczas Mistrzostw Europy w Wioślarstwie 2009 w Brześciu między 18 a 20 września.

## Harmonogram konkurencji
| Wydarzenie                  | Runda      |
| --------------------------- | ---------- |
| Piątek, 18 września 2009    | Eliminacje |
| Sobota, 19 września 2009    | Repasaże   |
| Niedziela, 20 września 2009 | Finał B    |
| Niedziela, 20 września 2009 | Finał A    |

## Medaliści
| Złoto                                           | Srebro                               | Brąz                                         |
| Grecja · Apostolos Gundulas · Nikolaos Gundulas | Serbia · Nikola Stojić · Goran Jagar | Francja · Laurent Cadot · Jean-David Bernard |

## Wyniki

### Eliminacje
Reguła kwalifikacji: 1 → FA, 2.. → R

#### Eliminacje 1
| Miejsce | Zawodnik                           | Kraj     | Czas    | Uwagi |
| ------- | ---------------------------------- | -------- | ------- | ----- |
| 1       | Nikola Stojić Goran Jagar          | Serbia   | 6:46,80 | FA    |
| 2       | Laurent Cadot Jean-David Bernard   | Francja  | 6:53,58 | R     |
| 3       | Adrián Juhász Béla Simon           | Węgry    | 6:58,45 | R     |
| 4       | Saulius Ritter Rolandas Maščinskas | Litwa    | 7:00,64 | R     |
| 5       | Siarhiej Daniłau Andrej Tatarczuk  | Białoruś | 7:01,79 | R     |
| 6       | Mario Paonessa Andrea Tranquilli   | Włochy   | 7:28,14 | R     |

#### Eliminacje 2
| Miejsce | Zawodnik                             | Kraj     | Czas    | Uwagi |
| ------- | ------------------------------------ | -------- | ------- | ----- |
| 1       | Apostolos Gundulas Nikolaos Gundulas | Grecja   | 6:46,61 | FA    |
| 2       | Dawid Pacześ Łukasz Kardas           | Polska   | 6:50,16 | R     |
| 3       | Hannes Heppner Maximilian Reinelt    | Niemcy   | 6:57,32 | R     |
| 4       | Stanisław Czumrajew Witalij Curkan   | Ukraina  | 7:06,72 | R     |
| 5       | Georgi Bożiłow Ganczo Bankow         | Bułgaria | 7:20,14 | R     |
| 6       | Dawit Czchetiani Lewan Dżimszeladze  | Gruzja   | 7:28,45 | R     |

### Repasaże
Reguła kwalifikacji: 1-2 → FA, 3... → FB

#### Repasaże 1
| Miejsce | Zawodnik                           | Kraj     | Czas    | Uwagi |
| ------- | ---------------------------------- | -------- | ------- | ----- |
| 1       | Laurent Cadot Jean-David Bernard   | Francja  | 6:42,29 | FA    |
| 2       | Hannes Heppner Maximilian Reinelt  | Niemcy   | 6:46,94 | FA    |
| 3       | Saulius Ritter Rolandas Maščinskas | Litwa    | 6:49,64 | FB    |
| 4       | Mario Paonessa Andrea Tranquilli   | Włochy   | 6:51,07 | FB    |
| 5       | Georgi Bożiłow Ganczo Bankow       | Bułgaria | 6:58,95 | FB    |

#### Repasaże 2
| Miejsce | Zawodnik                            | Kraj     | Czas    | Uwagi |
| ------- | ----------------------------------- | -------- | ------- | ----- |
| 1       | Adrián Juhász Béla Simon            | Węgry    | 6:42,89 | FA    |
| 2       | Dawid Pacześ Łukasz Kardas          | Polska   | 6:43,89 | FA    |
| 3       | Siarhiej Daniłau Andrej Tatarczuk   | Białoruś | 6:48,70 | FB    |
| 4       | Stanisław Czumrajew Witalij Curkan  | Ukraina  | 6:50,79 | FB    |
| 5       | Dawit Czchetiani Lewan Dżimszeladze | Gruzja   | 7:17,42 | FB    |

### Finał B
| Miejsce | Zawodnik                            | Kraj     | Czas    | Uwagi |
| ------- | ----------------------------------- | -------- | ------- | ----- |
| 1       | Siarhiej Daniłau Andrej Tatarczuk   | Białoruś | 6:48,36 |       |
| 2       | Saulius Ritter Rolandas Maščinskas  | Litwa    | 6:49,07 |       |
| 3       | Stanisław Czumrajew Witalij Curkan  | Ukraina  | 6:50,44 |       |
| 4       | Mario Paonessa Andrea Tranquilli    | Włochy   | 6:50,51 |       |
| 5       | Georgi Bożiłow Ganczo Bankow        | Bułgaria | 7:01,48 |       |
| 6       | Dawit Czchetiani Lewan Dżimszeladze | Gruzja   | 7:19,27 |       |

### Finał A
| Miejsce | Zawodnik                             | Kraj    | Czas    | Uwagi |
| ------- | ------------------------------------ | ------- | ------- | ----- |
|         | Apostolos Gundulas Nikolaos Gundulas | Grecja  | 6:45,08 |       |
|         | Nikola Stojić Goran Jagar            | Serbia  | 6:48,53 |       |
|         | Laurent Cadot Jean-David Bernard     | Francja | 6:52,34 |       |
| 4       | Dawid Pacześ Łukasz Kardas           | Polska  | 6:54,88 |       |
| 5       | Adrián Juhász Béla Simon             | Węgry   | 6:55,11 |       |
| 6       | Hannes Heppner Maximilian Reinelt    | Niemcy  | 7:03,32 |       |